# Cos d'Intervenció de l'Armada
El Cos d'Intervenció de l'Armada va ser un dels Cossos Patentats de l'Armada Espanyola fins a la seva desaparició en 1985, amb motiu de la unificació dels Cossos d'Intervenció de l'Exèrcit de Terra, de l'Armada i de l'Exèrcit de l'Aire per la Llei 9/1985, de 10 d'abril.

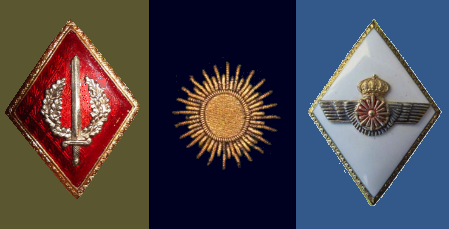
Emblemes dels cossos d'Intervenció

## Història
Les funcionis gestores i fiscalitzadores pròpies de l'administració econòmica estaven encomanades en l'Armada des de començaments del segle xviii al Cos de Ministeri, que posteriorment es va denominar Cos Administratiu, i més tard, Cos d'Intendència i Intervenció. La necessària independència entre ambdues funcions i la seva importància van motivar que en 1931, per Decret de dos de juliol, se separessin, encomanant les primeres al Cos d'Intendència de l'Armada i les segones al Cos d'Intervenció Civil de Marina (originàriament es va tractar d'un cos de caràcter civil). Per Llei de set de desembre de mil nou-cents trenta-nou, se li va donar caràcter militar i es va crear el Cos d'Intervenció de l'Armada, convertint-se en el Cos més modern (en sentit militar) de l'Armada. Entre les seves funcions estaven les d'intervenir i comprovar la inversió dels cabals públics, comprovar les existències de personal, cabals, articles i efectes en les unitats, establiments, caixes i magatzems, assistir a les licitacions que se celebressin per a la contractació d'obres, gestió de serveis, subministraments, arrendaments, adquisició i alienació de béns, examinar, conformar o reparar els comptes dels òrgans de l'Administració de l'Armada, portar la comptabilitat pressupostària que exigeixi la funció interventora i assessorar als Comandaments de l'Armada en matèria interventora i fiscal, quan aquests ho requerissin.
Entre les seves funcions, també es trobava la de l'exercici de la fe pública de l'Armada, excepte en les unitats a flotació, en les quals exercia tal comès el Cap o Oficial d'Intendència més caracteritzat a bord, o qui, en defecte d'això, exercís les seves funcions. La primera promoció del Cos va ingressar l'any 1941.

Emblema del Cos d'Intervenció de la Defensa

Per Llei 9/1985, de 10 d'abril, es van unificar els Cossos d'Intervenció de l'Exèrcit de Terra, d'Intervenció de l'Armada i d'Intervenció de l'Exèrcit de l'Aire, constituint-se el Cos Militar d'Intervenció de la Defensa. El Cos d'Intervenció de l'Armada, va desaparèixer després d'una existència de 46 anys.

## Ocupacions
Aquestes eren les denominacions de les Ocupacions del Cos d'Intervenció de l'Armada i les seves equivalències amb el Cos General de l'Armada:
| Alferes-Alumne             | Alferes de Fragata |
| Tinent Interventor         | Alferes de Navili  |
| Capità Interventor         | Tinent de Navili   |
| Comandant Interventor      | Capità de Corbeta  |
| Tinent Coronel Interventor | Capità de Fragata  |
| Coronel Interventor        | Capità de Navili   |
| General Sotsinspector      | Contralmirall      |
| General Inspector          | Vicealmirall       |

## Divises i Distintius
L'emblema del Cos és un sol brodat en or (el mateix que el del Cos d'Intendència de l'Armada, del que procedeix). Les divises anaven cosides sobre fons negre, en contraposició al fons blanc d'Intendència. El sol és símbol d'unitat, abundància i riquesa.
| Bandera d'Espanya |                    |         |             |           |        |        |         |  |  |  |  |  |  |  |  |  |  |  |
| Gral. Inspector   | Gral. Subinspector | Coronel | Tt. Coronel | Comandant | Capità | Tinent | Alferes |  |  |  |  |  |  |  |  |  |  |  |